# Jericho Brown
Jericho Brown (Shreveport, 14 de abril de 1976) é uma poeta, escritor e professor norte-americano. Em 2020, foi nomeado poeta laureado dos Estados Unidos e vencedor do Prêmio Pulitzer de Poesia.